# Marco Domicio Calvino
Marco Domicio Calvino (en latín: Marcus Domitius Calvinus; m. 79 a. C.), o posiblemente Lucio Domicio Calvino, fue un político y general romano que murió a principios de la Guerra Sertoriana.

## Carrera
Calvino era miembro de la gens plebeya Domitia y fue elegido pretor alrededor del año 80 a. C.
Al año siguiente (79 a. C.) fue nombrado gobernador proconsular de Hispania Citerior y su mandato coincidió con el inicio de la Guerra Sertoriana. Quinto Sertorio, opositor del dictador Sila, había desembarcado en Hispania Ulterior, donde derrotó al gobernador propretorio, Lucio Fufidio, quien había pedido ayuda a Calvino. Mientras tanto, el Senado romano había decidido que se necesitaba un comandante más experimentado para enfrentarse a Sertorio y se tomó la decisión de transformar Hispania Ulterior en una provincia consular para que Quinto Cecilio Metelo Pío pudiera ser nombrado su gobernador con la misión de tomar el mando general de la guerra contra Sertorio.
Fue en esta época, con Metelo Pío aún en camino o ya instalado en su nueva provincia, que Calvino invadió Hispania Ulterior, pero se encontró con el bloqueo del legado Lucio Hirtuleo, cuestor de Sertorio, quien había fortificado Consabura. Tras pedir ayuda a Metelo Pío, Calvino se vio finalmente obligado a enfrentarse a Hirtuleo a orillas del río Anas. Calvino murió en combate y su ejército fue derrotado por completo.
Ignorante del desastre, Metelo Pío envió a un legado llamado Torio para ayudar a Calvino, pero este también fue derrotado, aunque por Sertorio. El sucesor de Calvino como gobernador de Citerior fue Quinto Calidio.

## Enlace externo
- Esta obra contiene una traducción total derivada de «Marco Domicio Calvino» de Wikipedia en portugués, concretamente de esta versión, publicada por sus editores bajo la Licencia de documentación libre de GNU y la Licencia Creative Commons Atribución-CompartirIgual 4.0 Internacional.

- Datos: Q6758133